# Sessea lehmannii
Sessea lehmannii är en potatisväxtart som beskrevs av Friedrich August Georg Bitter. Sessea lehmannii ingår i släktet Sessea och familjen potatisväxter. Inga underarter finns listade i Catalogue of Life.